# Laguna del Cedral
Laguna del Cedral är en ort i Mexiko.   Den ligger i kommunen Tlalixcoyan och delstaten Veracruz, i den sydöstra delen av landet, 300 km öster om huvudstaden Mexico City. Laguna del Cedral ligger 16 meter över havet och antalet invånare är 212.
Terrängen runt Laguna del Cedral är mycket platt. Runt Laguna del Cedral är det ganska tätbefolkat, med 56 invånare per kvadratkilometer. Närmaste större samhälle är Tlalixcoyan, 14,3 km norr om Laguna del Cedral. Trakten runt Laguna del Cedral består till största delen av jordbruksmark.